# Mercury Lynx
La Mercury Lynx era una berlina a due volumi (o hatchback) prodotta dalla Mercury fra il 1981 e il 1987. Si trattava di una versione rimarchiata della Ford Escort americana. Nel 1987 la Lynx fu cancellata dopo un forte calo delle vendite, nonostante in precedenza fosse stata il modello più venduto della Mercury, per essere sostituita l'anno seguente dalla Tracer, basata sulla Mazda 323.